# Ратард
Ратард (англ. Rathard; ирл. Ráth Ard) — деревня в Ирландии, находится в графстве Корк (провинция Манстер).

## Демография
Население — 389 человек (по переписи 2006 года). В 2002 году население составляло 172 человек.
Данные переписи 2006 года:
| Общие демографические показатели |               |                               |                               |      |      |
| Всё население                    | Всё население | Изменения населения 2002—2006 | Изменения населения 2002—2006 | 2006 | 2006 |
| 2002                             | 2006          | чел.                          | %                             | муж. | жен. |
| 172                              | 389           | 217                           | 126,2                         | 199  | 190  |